# 阿伯丁试验场

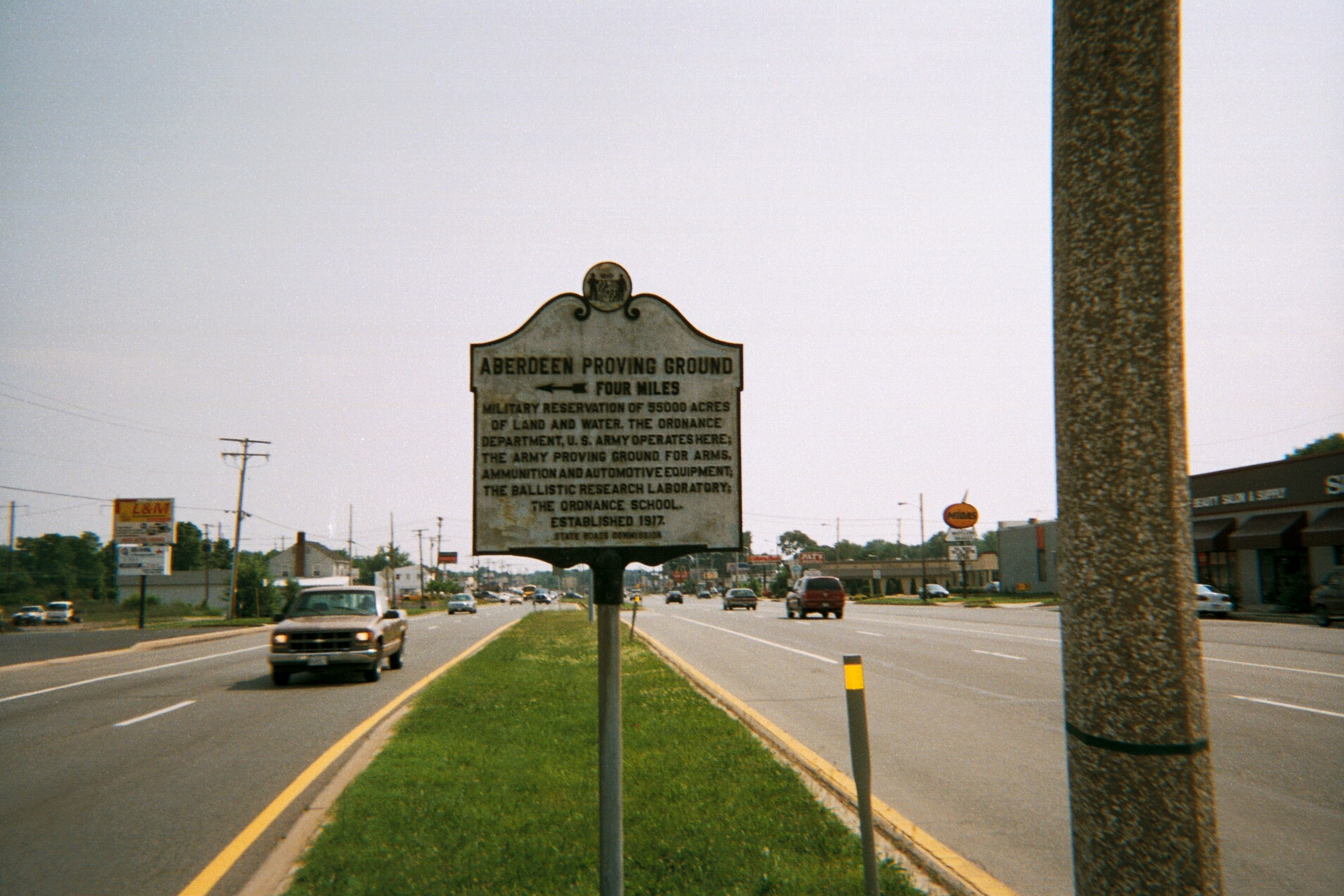
马里兰州40號公路指示牌往阿伯丁试验场方向

39°28′24″N 76°08′27″W / 39.473451°N 76.140837°W
阿伯丁试验场（英語：Aberdeen Proving Ground）是美国陆军的一个兵器试验中心，位于美国东部马里兰州哈福德县阿伯丁附近。
阿伯丁试验场是美国历史最悠久的兵器试验中心，成立于1917年10月20日。阿伯丁试验场负责为美国陆军常规武器进行检测，训练军械人员。此外还对外国陆军武器的性能数据进行检测。